# Não-teísmo
Não-teísmo abrange vários conceitos relativos à espiritualidade e religião que não incluem a ideia de uma deidade — um deus ou vários deuses. Pode-se aplicar ao ateísmo (tanto forte como fraco), agnosticismo e ignosticismo, bem como a certas religiões orientais incluindo o confucionismo, taoismo, jainismo e budismo. Tem também semelhanças com o existencialismo cristão.